# Margaret Critchley
Margaret Ann Critchley, po mężu Williams (ur. 4 kwietnia 1949 w Bristolu) – brytyjska lekkoatletka, sprinterka, medalistka igrzysk Brytyjskiej Wspólnoty Narodów, olimpijka.

## Kariera sportowa
Na igrzyskach Brytyjskiej Wspólnoty Narodów reprezentowała Anglię, a na pozostałych dużych imprezach międzynarodowych Wielką Brytanię.
Zdobyła dwa medale na igrzyskach Brytyjskiej Wspólnoty Narodów w 1970 w Edynburgu: srebrny w sztafecie 4 × 100 metrów (w składzie: Anita Neil, Critchley, Madeleine Cobb i Val Peat) i brązowy w biegu na 200 metrów, przegrywając jedynie z Raelene Boyle z Australii i Alice Annum z Ghany. Na mistrzostwach Europy w 1971 w Helsinkach zajęła 6. miejsce w finale sztafety 4 × 100 metrów i odpadła w półfinale biegu na 200 metrów.
Odpadła w ćwierćfinale biegu na 200 metrów na igrzyskach olimpijskich w 1972 w Monachium.
Była mistrzynią Wielkiej Brytanii (WAAA) w biegu na 200 metrów w 1970 oraz wicemistrzynią na tym dystansie w 1971 i 1976, a także halową wicemistrzynią swego kraju w biegu na 220 jardów w 1966. Była również mistrzynią Szkocji w biegu na 100 metrów i biegu na 200 metrów w 1971. 2 sierpnia 1970 w Berlinie wyrównała rekord Wielkiej Brytanii w biegu na 200 metrów czasem 23,2 s. Był to najlepszy wynik w jej karierze.